# Сенна (приток Добши)
Сенна — ручей в западной части Тверской области, левый приток реки Добша. Протекает по территории Скворцовского сельского поселения Торопецкого района. Длина ручья — 12 км. Сенна вытекает из небольшого озера, расположенного к юго-западу от деревни Беляево. Течёт на север, перед деревней меняет направление на восточное. Через километр ручей поворачивает на север; с обеих сторон принимает безымянные притоки. Далее ручей устремляется на северо-запад и принимает крупнейший приток — реку Кленку. Течет на север, ручей пересекает железная дорога Бологое — Полоцк. Устье водотока находится в 30 км по левому берегу реки Добша.

## Данные водного реестра
По данным государственного водного реестра России относится к Балтийскому бассейновому округу, водохозяйственный участок реки — Ловать и Пола, речной подбассейн реки — Волхов. Относится к речному бассейну реки Нева (включая бассейны рек Онежского и Ладожского озера).
Код объекта в государственном водном реестре — 01040200312202000023305.